# Келвін Бессі
Келвін Бессі (англ. Calvin Bassey; нар. 31 грудня 1999, Аоста, Італія) — нігерійський футболіст, захисник клубу «Фулгем».

## Клубна кар'єра
Народився в Італії в сім'ї батьків нігерійського походження і він переїхав до Великої Британії в молодому віці, де у 2015 році приєднався до академії англійського клубу «Лестер Сіті». Келвін регулярно виступав за команди до 18 і до 23 років, втім до першої команди так і не потрапив.
У 2020 році в пошуках ігрової практики Келвін підписав контракт з шотландським «Рейнджерсом». 9 серпня в матчі проти «Сент-Міррена» він дебютував у шотландській Прем'єр-лізі. 29 листопада в поєдинку Кубка шотландської ліги проти «Фолкерка» Келвін забив свій перший гол за «Рейнджерс». 2021 року Бессі допоміг «Рейнджерсу» вперше за 10 років виграти чемпіонський титул, завершивши сезон без поразок і набравши рекордні 102 очки. Наступного року він став з командою володарем Кубка Шотландії, а також допоміг команді стати фіналістом Ліги Європи.
У липні 2022 року було оголошено про перехід Бессі до амстердамського «Аякса» за рекордну для шотландців суму близько 20 млн фунтів стерлінгів.
28 липня 2023 року Бессі підписав чотирирічну угоду з клубом Прем'єр-ліги «Фулгем». «Фулгем» заплатив «Аяксу» трансферну суму у 21 мільйон євро.

## Міжнародна кар'єра
Бессі народився в Італії та міг виступати за національні команди Італії, Англії та Нігерії. У 2021 році він отримав виклик до збірної Нігерія на відбіркові матчі до чемпіонату світу 2022 року. 25 березня 2022 року він дебютував у складі збірної Нігерії у відбірковому матчі плей-оф до чемпіонату світу 2022 року проти Гани (0:0). За чотири дні Келвін зіграв і у матчі-відповіді, який завершився внічию 1:1, через що його команда не змогла кваліфікуватись на мундіаль через правило виїзного гола.
| Дата      | Місто     | Господарі           | Результат | Гості        | Турнір                                  | Голи | Примітки |
| --------- | --------- | ------------------- | --------- | ------------ | --------------------------------------- | ---- | -------- |
| 25-3-2022 | Кумасі    | Гана                | 0 – 0     | Нігерія      | Відбір до ЧС 2022                       | -    | 74'      |
| 29-3-2022 | Абуджа    | Нігерія             | 1 – 1     | Гана         | Відбір до ЧС 2022                       | -    | 88'      |
| 28-5-2022 | Арлінгтон | Мексика             | 2 – 1     | Нігерія      | товариський матч                        | -    |          |
| 2-6-2022  | Гаррісон  | Еквадор             | 1 – 0     | Нігерія      | товариський матч                        | -    |          |
| 9-6-2022  | Абуджа    | Нігерія             | 2 – 1     | Сьєрра-Леоне | Відбір до Кубка африканських націй 2023 | -    |          |
| 13-6-2022 | Агадір    | Сан-Томе і Принсіпі | 0 – 10    | Нігерія      | Відбір до Кубка африканських націй 2023 | -    | 71'      |
| Усього    |           | Матчів              | 6         |              | Голів                                   | 0    |          |

## Титули і досягнення
- Чемпіон Шотландії (1):

«Рейнджерс»: 2020/21
- Володар Кубка Шотландії (1):

«Рейнджерс»: 2021/22

### Індивідуальні
- У символічній збірній Ліги Європи УЄФА: 2021/22[14]